# Irina Klepikowa
Irina Władisławowna Klepikowa (ur. 16 kwietnia 1981) – rosyjska lekkoatletka, chodziarka.
Brązowa medalistka Światowych Igrzysk Młodzieży w chodzie na 3000 metrów (1998). Medalistka juniorskich mistrzostw Rosji.